# دهستان تسنخار
دهستان تسنخار (به لاتین: Tsenkhar Gewog) یک دهستان در کشور بوتان است که در ناحیهٔ لهونتسه واقع شده‌است.